# 박경락
박경락(朴慶洛, 1984년 9월 19일 ~ 2019년 7월 29일)은 대한민국의 전직 스타크래프트 II 프로게이머이다. Junwi_[saM]라는 아이디이며, 종족은 저그이다. 2011년 2월 1일 스타크래프트 II 협의회 초대 게이머 협의회장에 선출되었다.

## 개요

### 스타크래프트
2001년 하반기 한빛 스타즈(현 웅진 스타즈)에 입단하며 프로게이머 생활을 시작했다.
박경락은 개인리그에 데뷔하자마자 빠르고 공격적인 플레이 스타일로 큰 파장을 일으켰다. 2002 Panasonic배 온게임넷 스타리그에서 첫 진출 만에 4강의 성적을 달성한 이후 2003 Olympus배 온게임넷 스타리그, 2003 Mycube배 온게임넷 스타리그까지 3회 연속 4강에 진출하며 단숨에 스타덤에 올랐다. 과감한 타이밍의 세 방향 드롭이나 히드라리스크 러시 등으로 당시 저그에게 가장 강력하다는 테란인 임요환, 서지훈에게도 승리하는 등 특히 대 테란전에 높은 승률을 보였다.
2008년 9월 30일, 은퇴를 선언하며 온게임넷 스타리그 옵저버 자리를 맡기도 하였다.

#### 트리비아
- 박경락의 별명으로는 삼지안 저그, 경락 마사지 등이 있었다. 모든 강호에게 강하던 박경락은 당시 개봉한 영화 《공공의 적》 의 제목에서 유래한 공공의 적이라는 별명도 있었다.
- 경락 마사지는 러커의 동시 다방향 드랍을 의미하는 용어로 정착하기도 했다.
- 타종족전, 특히 대 테란전 에서는 무척 강한 면모를 보였으나, 동족전인 저그전의 승률은 그렇게 높지 못했다.
- 조용호, 홍진호와 함께 '조진락'으로 불린다.

### 스타크래프트 II
2010년 IM팀에 합류하여 스타크래프트 II 게이머로 활동 중이었다.
이후 은퇴하고 2012년까지 곰TV의 게임연출을 맡았다.

## 사망
2019년 7월 29일에 사망했다. 사망한지 하루 지난 7월 30일에 그가 사망했다는 소식이 전해졌다. 자세한 사인은 알려지지 않았으나, 지인 및 e스포츠 업계 관계자에 따르면 스스로 목숨을 끊었다고 한다.

## 수상 경력

#### 스타크래프트
- 2002년 ghemTV 2차 스타리그 준우승
- 2002년 KPGA 투어 4차리그 16강
- 2002년 2002 Panasonic배 온게임넷 스타리그 4위
- 2003년 2003 Olympus배 온게임넷 스타리그 4위
- 2003년 2003 Mycube배 온게임넷 스타리그 3위
- 2004년 NHN한게임배 온게임넷 스타리그 03~04 8강

#### 스타크래프트 II
- 2010년 TG삼보-인텔 STARCRAFT II OPEN Season 1 64강